# HMS Cleopatra (1915)
HMS Cleopatra là một tàu tuần dương hạng nhẹ thuộc lớp tàu tuần dương C của Hải quân Hoàng gia Anh Quốc, và thuộc về lớp phụ Caroline. Cleopatra được chế tạo tại Xưởng hải quân Devonport. Nó được đặt lườn vào ngày 26 tháng 2 năm 1914; hạ thủy vào ngày 14 tháng 1 năm 1915 và đưa ra hoạt động vào tháng 6 năm 1915.
Vào giai đoạn đầu của Chiến tranh thế giới thứ nhất, Cleopatra được điều động về Hải đội Tuần dương nhẹ 5 thuộc Lực lượng Harwich, bảo vệ các con đường tiếp cận từ phía Đông đến eo biển Anh Quốc. Trong đêm 23 rạng sáng ngày 24 tháng 3 năm 1916, Cleopatra đã húc và đánh chìm tàu khu trục Đức G 194, nhưng sau đó bị hư hại do va chạm với chiếc HMS Undaunted. Vào ngày 4 tháng 8 năm 1916, nó trúng phải một quả thủy lôi ngoài khơi bờ biển nước Bỉ. Sau khi được sửa chữa, nó được phân về Hải đội Tuần dương nhẹ 7 thuộc Hạm đội Grand vào năm 1918.
Cleopatra đã sống sót qua cuộc chiến tranh, nhưng bị xem là đã lạc hậu trước khi Chiến tranh Thế giới thứ hai nổ ra. Nó được bán cho hãng Hughes Bolckow tại Blyth vào ngày 26 tháng 6 năm 1931 để tháo dỡ.